# Мілан–Лінате
Аеропорт Мілан–Лінате (італ. Aeroporto di Milano-Linate) (IATA: LIN, ICAO: LIML) — один з трьох міжнародних аеропортів Мілана, другого за величиною міста Італії, разом з «Мальпенса» та «Оріо-аль-Серіо»/«Бергамо». У 2018 році він обслуговував 9 233 475 пасажирів і є хабом авіакомпанії ITA Airways, наступника компанії Alitalia.
Аеропорт обслуговує головним чином внутрішні і короткі міжнародні рейси. Назву аеропорт отримав від невеликого населеного пункту в комуні Песк'єра-Борромео. Аеропорт найменовано на честь Енріко Форланіні, італійського винахідника і піонера авіації, який народився в Мілані. Будівлі аеропорту Лінате розташовані на землі муніципалітету Сеграте, велика частина летовища розташована на землі комуни Песк'єра-Борромео.
Аеропорт було відкрито після гідропорту Ідроскало в Мілані в 1930-х роках, коли аеропорт Таліедо (розташований за 1 км від південної межі Мілану), в той час один з найбільших у світі летовищ та аеропортів, став занадто малим для обслуговування комерційних літаків. Лінате зазнав повної реконструкції в 1950-ті, а потім в 1980-і роки.
Найбільшим аеропортом Мілана є Мальпенса (IATA: MXP, ICAO: LIMC). Лінате і Мальпенса пов'язані шосе, між ними є регулярне автобусне сполучення. Третій аеропорт Міланської агломерації — Оріо-аль-Серіо, розташований за 1 км на схід від Бергамо і за 42 км на схід від Мілана.

## Наземний транспорт
До аеропорту Лінате можна доїхати на автобусі № 73 від площі Дуомо в центрі Мілана, також є інші маршрути. Крім того, аеропорт сполучений з містом гілкою метро M4, а також є маршрутне автобусне сполучення з Монца, Брешія та аеропортом Мальпенса.

## Авіалінії та напрямки (червень 2022)
| Авіакомпанія          | Пункт призначення |
| --------------------- | --- |
| Aer Lingus            | Дублін |
| Air Dolomiti          | Munich |
| Air France            | Париж-Шарль де Голль |
| Air Malta             | Мальта |
| Blue Air              | Бухарест |
| British Airways       | Лондон-Хітроу |
| Brussels Airlines     | Брюссель |
| Bulgaria Air          | Софія |
| easyJet               | Амстердам, Лондон-Гатвік, Париж-Шарль де Голль, Париж-Орлі Сезонні: Берлін, Пальма-де-Мальорка |
| Iberia                | Мадрид |
| ITA Airways           | Альгеро, Амстердам, Барі, Бріндізі, Брюссель, Гамбург, Дюссельдорф, Женева, Кальярі, Катанія, Копенгаген, Ламеція-Терме, Лондон-Сіті, Лондон-Хітроу, Люксембург, Мадрид, Неаполь, Ольбія, Палермо, Париж-Шарль де Голль, Париж-Орлі, Пескара, Реджо-Калабрія, Рим-Ф'юмічіно, Франкфурт Сезонні: Іракліон, Ібіца, Комізо, Корфу, Лампедуза, Менорка, Міконос, Пальма-де-Мальорка, Пантеллерія, Родос, Стокгольм-Арланда, Салоніки, Трапані |
| KLM                   | Амстердам |
| Lufthansa             | Франкфурт |
| Scandinavian Airlines | Стокгольм-Арланда |
| Volotea               | Альгеро, Кальярі, Ольбія Сезонні: Лампедуза, Пантеллерія |
| Wizz Air              | Барі, Бріндізі, Неаполь |

## Статистика
| Рік  | Авіатрафік | Зміна % | Пасажирообіг | Зміна % | Вантажообіг (тонн) | Зміна % |
| ---- | ---------- | ------- | ------------ | ------- | ------------------ | ------- |
| 2000 | 78 077     | ▼15,3   | 6 026 342    | ▼9,1    | 22 145             | ▼45,5   |
| 2001 | 110 566    | ▲41,6   | 7 136 337    | ▲18,4   | 29 153             | ▲31,6   |
| 2002 | 110 494    | ▼0,1    | 7 815 316    | ▲9,5    | 26 437             | ▼9,3    |
| 2003 | 119 311    | ▲8      | 8 757 038    | ▲12     | 24 658             | ▼6,7    |
| 2004 | 121 356    | ▲1,7    | 8 947 525    | ▲2,2    | 25 635             | ▲4,4    |
| 2005 | 122 221    | ▲0,7    | 9 088 607    | ▲1,6    | 25 345             | ▼1,1    |
| 2006 | 131 615    | ▲7,7    | 9 696 515    | ▲6,7    | 27 468             | ▲8,4    |
| 2007 | 130 038    | ▼1,2    | 9 926 530    | ▲2,4    | 23 498             | ▼14,5   |
| 2008 | 131 036    | ▲0,8    | 9 266 153    | ▼6,7    | 20 006             | ▼14,9   |
| 2009 | 121 376    | ▼7,4    | 8 295 099    | ▼10,5   | 17 027             | ▼14,9   |
| 2010 | 119 928    | ▼1,2    | 8 359 065    | ▲0,8    | 19 062             | ▲12     |
| 2011 | 122 964    | ▲2,5    | 9 128 522    | ▲9,2    | 19 591             | ▲2,8    |
| 2012 | 120 463    | ▼2      | 9 229 890    | ▲1,1    | 19 807             | ▲1,1    |
| 2013 | 113 321    | ▼5,9    | 9 034 373    | ▼2,1    | 19 614             | ▼1      |
| 2014 | 112 804    | ▼0,1    | 9 031 855    | ▼0,1    | 17 458             | ▼11     |
| 2015 | 118 650    | ▲4,8    | 9 689 635    | ▲7,4    | 15 714             | ▼10     |
| 2016 | 118 535    | ▼0,1    | 9 682 264    | ▼0,1    | 15 365             | ▼2,2    |